# Сербін Семен Сергійович
Семе́н Сергі́йович Се́рбін (* 4 лютого 1910, м. Троїцьк, Челябінська область, Росія — † 19 грудня 1986) — український учений-аграрій.
Доктор біологічних наук (1968). Професор.
Директор (ректор) Кам'янець-Подільського сільськогосподарського інституту (1957–1980; нині Подільський державний аграрно-технічний університет).